# Parenkymatisk
Parenkymatisk er en term, der inden for botanikken betegner celler, der danner grundvævet, f.eks splintveddet i træer. Hos dyr danner de parenkymatiske celler det funktionelle væv i organerne.
Hos mosser er parenkymatiske celler tyndvæggede og korte med tværstillet endevæg i modsætning til de prosenkymatiske celler.